# Incomparable (diamante)
L'Incomparable è un diamante di 407,48 carati, di colore giallo ambrato. È il terzo diamante più grande del mondo (tra quelli lavorati) dopo il Golden Jubilee e il Cullinan I.
È stato ricavato da un diamante grezzo di 890 carati trovato nel 1984 da una bambina in una discarica di una miniera diamantifera nella Repubblica Democratica del Congo. Il diamante fu lavorato da un gruppo di tagliatori guidato da Marvin Samuels, comproprietario del diamante assieme ai gioiellieri Donald Zale e Louis Glick. In novembre 1984 le gemme finite furono esposte in pubblico: un diamante di 407,48 carati (81,50 grammi) tagliato a triolette e altri 14 diamanti più piccoli.
Nel 1988 Il Gemological Institute of America (GIA) ha attribuito al diamante Incomparable la classificazione "Internally Flawless" (senza imperfezioni interne). Acquistato dalla società sudafricana DeBeers e poi venduto, non si conosce l'attuale proprietario.